# 生殖浮蚕
生殖浮蚕（学名：Tomopteris helgolandica）为浮蚕科浮蚕属的动物。分布于地中海、北海、北大西洋、巴伦支海以及中国南海等海域。